# Liste der Naturdenkmale in Neubulach
| Naturdenkmale | Anzahl |
| ------------- | ------ |
| FND           | 3      |
| END           | 2      |
| Gesamt        | 5      |

Die Liste der Naturdenkmale in Neubulach nennt die verordneten Naturdenkmale (ND) der im baden-württembergischen Landkreis Calw liegenden Stadt Neubulach. In Neubulach gibt es insgesamt fünf als Naturdenkmal geschützte Objekte, davon drei flächenhafte Naturdenkmale (FND) und zwei Einzelgebilde-Naturdenkmale (END).
Stand: 1. November 2016.

## Flächenhafte Naturdenkmale (FND)
| Name                     | Bild | Kennung     | Einzelheiten | Position | Fläche Hektar | Datum         |
| ------------------------ | ---- | ----------- | ------------ | -------- | ------------- | ------------- |
| Beilfels                 | BW   | 82350470005 | Neubulach    | ⊙        | 0,1           | 22. Okt. 1949 |
| Geigerles Lotterbett     | BW   | 82350470003 | Neubulach    | ⊙        | 0,0           | 22. Okt. 1949 |
| Hoher Stein              | BW   | 82350470004 | Neubulach    | ⊙        | 0,0           | 22. Okt. 1949 |
| Legende für Naturdenkmal |      |             |              |          |               |               |

## Einzelgebilde (END)
| Name                           | Bild | Kennung     | Einzelheiten | Position | Fläche Hektar | Datum         |
| ------------------------------ | ---- | ----------- | ------------ | -------- | ------------- | ------------- |
| Lindenallee und Fichtengruppen | BW   | 82350470002 | Neubulach    | ⊙        | 0,0           | 1. Feb. 1950  |
| Vierfache Forche               | BW   | 82350470001 | Neubulach    | ⊙        | 0,0           | 22. Okt. 1949 |
| Legende für Naturdenkmal       |      |             |              |          |               |               |

## Ehemalige Naturdenkmale
| Name                    | Bild | Kennung | Einzelheiten | Position | Fläche Hektar | Datum |
| ----------------------- | ---- | ------- | ------------ | -------- | ------------- | ----- |
| Linde bei Oberhaugstett |      |         | Neubulach    | ???      | 0,0           |       |